# INS Jatayu
Pour les articles homonymes, voir Jatayu (homonyme).
L' Idian Navy Station Jatayu  est une base navale du Lakshadweep de la Marine indienne.
La base est opérationnelle depuis le 6 mars 2024. Elle porte le nom de Jatayu, animal mythique du Ramayana hindou.